# マーガレットの旅
『マーガレットの旅』（Journey for Margaret）は、1942年のアメリカ映画で、W・S・ヴァン・ダイク監督の遺作である。原作はウィリアム・L・ホワイトの同名の小説である。

## 出演
- ジョン・デイヴィス：ロバート・ヤング
- ノラ・デイヴィス：ラレイン・デイ
- マーガレット：マーガレット・オブライエン
- フェイ・ベインター
- シグニ・ハッソ